# بیرکفلد
بیرکفلد (به آلمانی: Birkfeld) یک منطقهٔ مسکونی در اتریش است که در وایتس واقع شده‌است. بیرکفلد ۴٫۲۶ کیلومتر مربع مساحت دارد ۶۳۹ متر بالاتر از سطح دریا واقع شده‌است.